# Parafia św. Mikołaja w Jaszkowej Górnej

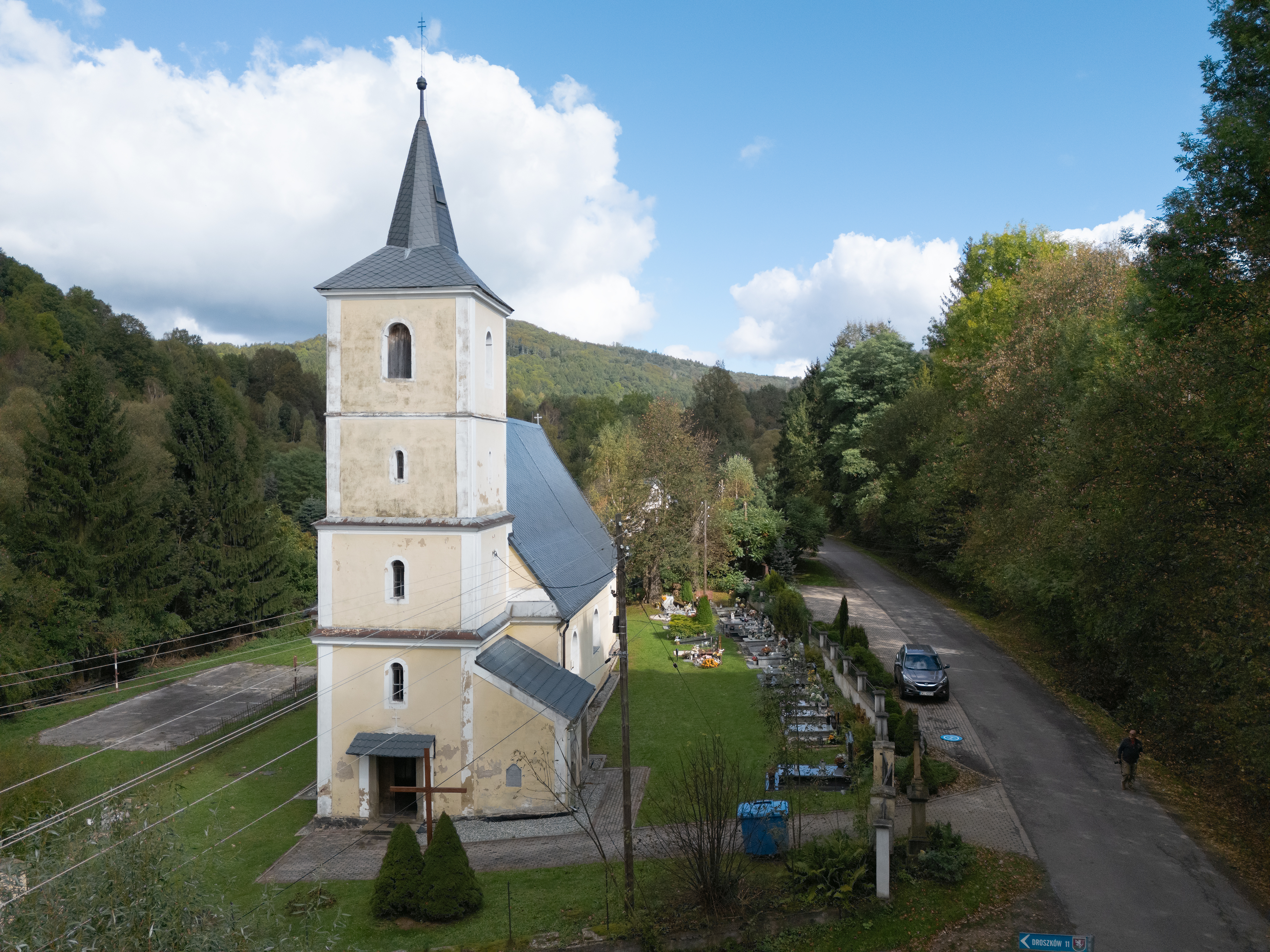
Kościół św. Barbary w Droszkowie

Parafia św. Mikołaja w Jaszkowej Górnej – rzymskokatolicka parafia położona w dekanacie kłodzkim, w diecezji świdnickiej, w metropolii wrocławskiej.

## Kościół parafialny
Główną świątynią parafii jest kościół pw. św. Mikołaja w Jaszkowej Górnej. Pierwszy kościół powstał ok. 1470, znacznie przebudowany w 1558 i 1777, nadano mu wówczas cechy typowe dla stylu barokowego, pozostawiając nieliczne pozostałości po dawnym założeniu średniowiecznym. Ostatnio był remontowany w XIX wieku i 1964 oraz 1976.

## Charakterystyka
Parafia św. Mikołaja w Jaszkowej Górnej obejmuje swoim zasięgiem południowo-wschodnią część dekanatu kłodzkiego. Jej powierzchnia wynosi 29,3 km², a zamieszkuje ją 963 mieszkańców. W jej skład wchodzą dwie wsie: Jaszkowa Górna i Droszków.

## Historia parafii
Pierwotnie tereny obecnej parafii wchodziły od czasów średniowiecza w skład sąsiedniej parafii św. Jana Chrzciciela w Jaszkowej Dolnej, która została utworzona w XIV wieku. Około 1470 roku we wsi powstała pierwsza świątynia katolicka, która służyła jako kościół filialny parafii jaszkowskiej.
W 1588 erygowano nową parafię katolicką w Jaszkowej Górnej, wydzielając z terenów parafii św. Jana Chrzciciela wsie: Jaszkowa Górna i Droszków. Jako siedzibę parafii ustanowiono kościół św. Mikołaja w Jaszkowej Górnej. W 1633 miała miejsce straszna zaraza, która pochłonęła życie 200 osób z parafii, które zostały pochowane na przykościelnym cmentarzu. Po zakończeniu II wojny światowej parafia znalazła się wraz z całą ziemią kłodzką w granicach Polski. Od marca 1946 do 1 czerwca 1970 parafia była zniesiona, a jej obszar włączono do parafii św. Jana Chrzciciela w Jaszkowej Dolnej. W 1972 została podporządkowana archidiecezji wrocławskiej, a w 2004 diecezji świdnickiej. Obecnie jej proboszczem jest ks. kan. Roman Rak. Ostatnie lata są okresem przywrócenia dawnej świetności świątyni parafialnej.

## Proboszczowie
Niepełna lista proboszczów:
| Lp. | Lata rządów | Imię i nazwisko                | Informacje dodatkowe |
| --- | ----------- | ------------------------------ | --- |
| 1.  | 1588–1595   | ks. Bonawentura Kemmerer       | pierwszy proboszcz powołany przez hrabiego kłodzkiego, ks. Ernesta Bawarskiego. |
| 2.  | 1595–1600   | ks. Georg Hueberus             | pierwszy katolik na tym urzędzie. |
| 3.  | 1600–1604   | ks. Michael Leiske             | pochodził z Kłodzka, luteranin. |
| 4.  | 1604–1617   | ks. Elias Tost                 | pochodził z Kłodzka, luteranin. |
| 5.  | 1617–1623   | ks. Tobias Tost                | syn Eliasa Tosta, tak jak on luteranin, za co został złożony z urzędu dekretem cesarza Ferdynanda II Habsburga w 1623.                                                                    |
| *   | 1623–1672   | wakat                          | filia parafii św. Jana Chrzciciela w Jaszkowej Dolnej. |
| 6.  | 1672–1674   | ks. Johann Ferdinand Pistorius | w okresie młodości przechrzczony z luteranizmu na katolicyzm; wcześniej od 1665 w Jaszkowej Dolnej jako wikariusz; w 1674 przeniesiony na probostwo w Trzebieszowicach, a w 1690 w Nysie. |
| 7.  | 1674–1682   | ks. Christoph Adam Hilscher    | zmarł w 1682 roku w Jaszkowej Górnej. |
| 8.  | 1682–1719   | ks. Johann Georg Trichtel      | pochodził z Kłodzka, wcześniej administrator parafii w Międzylesiu. |
| 9.  | 1719–1745   | ks. Tobias Mieser              | pracował wcześniej jako wikariusz w Wojborzu. |
| 10. | 1745–1785   | ks. Anton Schlesinger          | pochodził z Czech, wcześniej był wikariuszem w Bystrzycy Kłodzkiej, zmarł w 1785 w wieku 79 lat.                                                                                          |
| 11. | 1785–?      | ks. Joseph Kolbe               | urodził się w Międzylesiu, wcześniej był wikariuszem w Żelaźnie. |

## Świątynie
- Kościół św. Mikołaja w Jaszkowej Górnej
- Kościół św. Barbary w Droszkowie